# Caitlin McFarlane
Caitlin „Cait“ McFarlane (* 22. März 2002 in Sydney, New South Wales, Australien) ist eine französische Skirennläuferin australisch-britischer Herkunft. Sie ist weitgehend auf die technischen Disziplinen Riesenslalom und Slalom spezialisiert.

## Biografie

### Kindheit und Jugend
Caitlin McFarlane kam als Tochter eines australischen Vaters und einer britischen Mutter in Sydney zur Welt. Als sie drei Jahre alt war, zog sie mit ihren Eltern nach Morzine in den französischen Alpen, wo ihr Vater in seiner Jugend gekellnert hatte. Heute arbeitet er im Schweizer Finanzwesen, ihre Mutter ist Anwältin. Nachdem sie als Kind vielseitig sportlich aktiv gewesen war, entschied sich McFarlane im Alter von 14 Jahren für eine Laufbahn im Skisport. Binnen zwei Jahren erwarb sie sich zusätzlich zur australischen und britischen die französische Staatsbürgerschaft und startet seither für Frankreich. Sie ist Mitglied im Ski Club Saint-Jean-d’Aulps.

### Sportliche Laufbahn

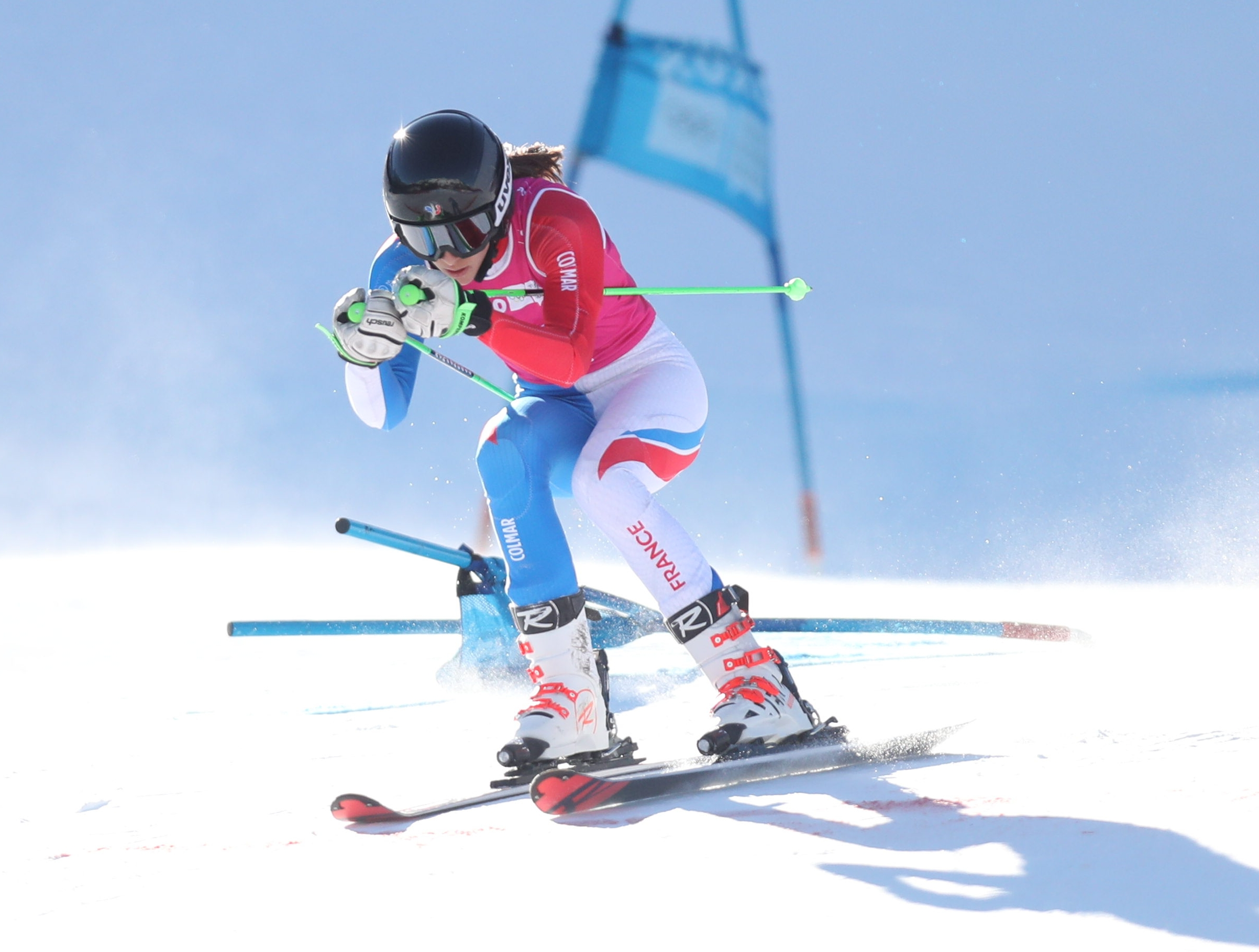
McFarlane im Teamwettbewerb bei den Olympischen Jugendspielen 2020

McFarlane bestritt im Alter von 16 Jahren in Frankreich ihre ersten FIS-Rennen. Wenig später nahm sie am Europäischen Olympischen Jugendfestival in Sarajevo teil und belegte Rang 24 im Riesenslalom. Noch im selben Winter gab sie in Folgaria ihr Debüt im Europacup. Im Januar 2020 stand sie bei den Olympischen Jugendspielen in Lausanne am Start und gewann gleich im ersten Rennen, dem Super-G, die Silbermedaille. Im Riesenslalom wurde sie Fünfte, im Slalom und in der Kombination schied sie aus, mit der Mannschaft verpasste sie nur knapp einen zweiten Medaillengewinn. Nach weiteren Europacup-Starts belegte sie bei ihren ersten Juniorenweltmeisterschaften in Narvik Riesenslalomrang 28. Bei drei weiteren JWM-Teilnahmen blieben zwei zehnte Plätze im Slalom (Bansko 2021 und Panorama 2022) ihre besten Resultate. Nachdem sie lange mit Ausfällen gekämpft hatte, gelang ihr im Januar 2023 als Slalomachte in Vaujany ein erstes Europacup-Spitzenergebnis. 
Am 21. Dezember 2023 gab McFarlane im Slalom von Courchevel ihr Weltcup-Debüt. Eine Woche später bestritt sie beide Rennen in Lienz und fuhr mit Slalomrang 26 erstmals in die Punkteränge.

## Erfolge

### Weltcup
- 2 Platzierungen unter den besten 30

### Weltcupwertungen
| Saison  | Gesamt | Gesamt | Riesenslalom | Riesenslalom | Slalom | Slalom |
| Saison  | Platz  | Punkte | Platz        | Punkte       | Platz  | Punkte |
| ------- | ------ | ------ | ------------ | ------------ | ------ | ------ |
| 2023/24 | 109.   | 13     | 48.          | 8            | 53.    | 5      |

### Juniorenweltmeisterschaften
- Narvik 2020: 28. Riesenslalom
- Bansko 2021: 10. Slalom, 11. Super-G, 16. Riesenslalom
- Panorama 2022: 10. Slalom, 26. Kombination, 33. Riesenslalom, 38. Super-G
- St. Anton 2023: DNF Slalom

### Olympische Jugend-Winterspiele
- Lausanne 2020: 2. Super-G, 4. Mannschaft, 5. Riesenslalom, DNF Slalom, DNF Alpine Kombination

### Weitere Erfolge
- 1 französischer Vizemeistertitel (Slalom 2021)
- 4 Siege in FIS-Rennen